# Teoría de cambio
Una teoría de cambio es una metodología para presentar gráficamente, con una lógica causal, los objetivos que busca alcanzar una intervención y la manera concreta con la que se propone conseguirlos. Este método es utilizado como herramienta de planeación, pero es también útil para diseñar y evaluar programas e intervenciones, especialmente con enfoque social.
Cuando se utiliza con fines de planeación y diseño, una teoría de cambio elaborada adecuadamente es el resultado de un proceso creativo, riguroso y participativo en el que los actores involucrados articulan sus objetivos y las acciones requeridas para llevarlos a cabo.
Todo programa social está basado implícita o explícitamente en una teoría sobre cómo y por qué el programa funciona o pretende funcionar. Por ejemplo, un programa que ofrece subsidios a familias de escasos recursos a cambio de que éstas envíen a sus hijos a la escuela, tiene detrás la teoría de que tal dinero incentivará a los padres a seguir llevando a sus hijos de la escuela, por lo que estos tendrán una mayor escolaridad en el futuro y esta mayor escolaridad se traducirá en mayor ingreso, permitiéndoles salir de la pobreza. Una teoría de cambio sería la representación gráfica de este proceso de intervenciones, supuestos y objetivos por cumplir.
Por esta razón, la teoría de cambio es también un método utilizado para realizar una evaluación de la lógica causal que siguen las intervenciones sociales. Este tipo de evaluaciones tratará de desprender y trazar esas cadenas de acciones y objetivos de la manera más precisa posible, identificando todos los supuestos y conexiones en la lógica causal que tenga el programa. El objetivo de este tipo de evaluación es examinar hasta qué punto es válida la teoría causal que sustenta el programa y si hay debilidades en ella que llamen a modificar elementos del diseño del programa. Una evaluación de este tipo debería ser capaz de mostrar cuáles de los supuestos que subyacen a la lógica de la intervención del programa se cumplen o no y si las relaciones causales que plantea entre lo que el programa hace y lo que pretende conseguir están sustentadas en evidencia.
Una teoría de cambio describe cómo las intervenciones realizadas por un programa o una organización producen los resultados necesarios para causar el cambio esperado. En general, los cambios son resultado de una red compleja de actividades que se deben llevar a cabo. Así, la teoría de cambio provee un modelo de trabajo que muestra causalidad y, por lo tanto, representa un marco de referencia contra el cual se pueden probar hipótesis acerca de qué acciones son las que producen de mejor manera un resultado.
Utilizar el método de la teoría de cambio permite saber qué hace una intervención, por qué y para qué lo hace ya que cada resultado está explícitamente definido y vinculado con las acciones que buscan llevar a él. Por lo tanto, una de las ventajas de este método es la flexibilidad que tiene para dar seguimiento a las cadenas causales de los programas sociales y en caso de que no se cumplan poder realizar los cambios necesarios en el diseño de los programas.

## Elementos de una teoría de cambio

### El cambio deseado o resultado a largo plazo
Frecuentemente la elaboración de una teoría de cambio comienza con el planteamiento de la situación que el programa desearía ver realizada, es decir, se parte del objetivo o fin último que el programa pretende alcanzar. Por tal motivo, la redacción de este elemento se presenta en términos positivos con base en la necesidad que se busca atender, la población objetivo que presenta la necesidad y la posibilidad de medir dicho objetivo. Por ejemplo: “Todos los niños y niñas de 12 a 15 años de Burkina Faso tienen educación primaria completa”. Este objetivo o resultado final debe ser claro y realista en tanto que el programa propuesto sea capaz de contribuir a lograr esta situación. La plausibilidad del objetivo debe evidenciar la importancia de invertir recursos y esfuerzos en el proyecto planteado dado que es capaz de realizar cambios en el problema identificado.

### Cadenas causales y resultados intermedios
Los resultados intermedios son aquellos que suceden en un horizonte temporal menor y en los que es necesario ir avanzando lógicamente para finalmente llegar a la situación deseada de largo plazo. Mantener la lógica causal de los resultados permite que cada uno de ellos sean condiciones previas del resultado final. La visualización de las cadenas causales, que incluso pueden estar representadas de forma temporal, permite que los complejos procesos de cambio logren conectarse armónicamente y la estrategia propuesta tenga un camino realizable del presente al futuro. La secuencia de los resultados redactados en positivo debe permitir la deducción lógica de los cambios necesarios para alcanzar la situación deseada. Un resultado intermedio para el caso de Burkina Faso puede ser que “los padres de familia de los niños y niñas a partir de los 6 años están sensibilizados efectivamente sobre la importancia de llevar a sus hijos a la escuela”. Este resultado tendría que mantener una conexión lógica con otros resultados para finalmente llegar a la situación en que “todos los niños y niñas de 12 a 15 años de Burkina Faso tienen educación primaria completa”.

### Intervenciones o estrategias
Son las acciones o productos que el programa ofrece para lograr los resultados propuestos. Las intervenciones muestran los vínculos teóricos entre las acciones que se llevan a cabo y los resultados intermedios y de largo plazo que se espera conseguir con ellas, de tal forma que para llegar de un resultado a otro la intervención sea necesaria y suficiente. La intervención debe estar alineada con la situación deseada de tal forma que en efecto contribuya a la necesidad que se quiere resolver. Por ejemplo: “Realizar campañas de sensibilización presenciales para los padres de familia en las provincias de Burkina Faso”. Las acciones realizadas por el programa deben ser factibles y medibles a través de indicadores específicos y relevantes que muestren conexión lógica con el resultado esperado que en este caso es que “los padres de familia de los niños y niñas a partir de los 6 años están sensibilizados efectivamente sobre la importancia de llevar a sus hijos a la escuela”.     

### Supuestos
Los supuestos son las condiciones necesarias en el contexto social, histórico, político y económico que sustentan y dan lógica a la cadena causal. A menudo, estos supuestos no dependen directamente del programa, pero son condiciones que deben suceder para que la teoría de cambio del programa se cumpla. Hacer explícitos estos supuestos también en términos positivos proporciona un marco de factibilidad de que la teoría funcionará en la práctica. En este sentido, un supuesto para el ejemplo de los niños de Burkina Faso podría ser: “En Burkina Faso hay escuelas suficientes para cubrir la demanda de educación primaria”. De no cumplirse o mantenerse este supuesto, financiar las campañas de sensibilización para que los padres no saquen a sus hijos de la escuela carecería de sentido si no hay escuelas a las cuales llevar a los niños. Si bien el programa se dedica a realizar campañas de sensibilización y no a construir escuelas, éste depende de que ciertos supuestos se cumplan para que sea válida su teoría de cambio (que la mayor sensibilización de los padres llevará a la menor deserción escolar). Reflexionar sobre los supuestos permite al programa identificar los riesgos y posibles obstáculos por los cuales la intervención puede fallar.

## Vinculación con la metodología de marco lógico
La teoría de cambio y la metodología de marco lógico son instrumentos complementarios. La teoría de cambio puede ayudar a mejorar el diseño y la implementación de un programa o proyecto sustentado en una matriz de marco lógico, mientras que todo marco lógico requiere de un análisis previo, el cual puede basarse en una teoría de cambio.
La teoría de cambio puede equipararse con la lógica vertical de la matriz de marco lógico (la realización de ciertas actividades lleva a la generación de ciertos componentes o resultados, que a su vez aportan al cumplimiento de un propósito, el cual por su parte contribuye a un fin). Por su parte, la matriz de marco lógico tiene la virtud de que, con la lógica horizontal, se convierte en un plan de monitoreo concreto para medir el cumplimiento de cada uno de los elementos de manera más simple y directa con una serie de indicadores y medios de verificación. Para validar la lógica horizontal de la matriz, es necesario considerar que los medios de verificación otorguen los datos necesarios y suficientes para calcular los indicadores, mientras que estos deben dar un buen seguimiento y evaluar el cumplimiento de los objetivos.
La teoría de cambio y el marco lógico presentan diferencias en cómo conciben los supuestos. En la teoría de cambio los supuestos tienen una función explicativa ya que ayudan a justificar las acciones a implementar, mientras que para la metodología de marco lógico los supuestos están vinculados con condiciones externas y que no son controladas por los implementadores.
A pesar de que la metodología de marco lógico permite establecer y articular las relaciones entre los elementos de un programa, también presenta limitaciones ya que la relación causal que establece es menos clara y carece una dimensión que indique la temporalidad, a diferencia de la teoría de cambio que permite plantear una complejidad y profundidad analítica mucho mayores.

## Ejemplo

### La Unidad de Impacto e Innovación del Gobierno de Canadá
El objetivo a largo plazo de la Unidad de Impacto e Innovación (IIU, por sus siglas en inglés)  es mejorar el diseño y la entrega de políticas, programas y servicios gubernamentales para lograr un impacto mayor y sostenible en las vidas de los canadienses. Para lograr este propósito, esta agencia tiene una teoría de cambio que parte de cuatro ejes de intervención: desarrollar liderazgos, probar el enfoque de política basada en resultados, fortalecer las prácticas basadas en evidencia y aumentar el compromiso y la comunicación. En cuanto al primer eje, la IIU plantea actividades como la creación de asociaciones intra e interorganizacional con otros líderes; en el segundo eje, la adopción de enfoques de financiamiento basados en resultados; en el tercer eje, la creación de un repositorio de evidencia; y en el cuarto eje, difusión en cuentas de redes sociales. 
Todas estas intervenciones tienen la posibilidad de ser medidas con indicadores específicos como el aumento en el número de miembros en las asociaciones, el cambio a nuevos enfoques de financiamiento, los recursos existentes en los repositorios y el número de seguidores en redes sociales. Estas intervenciones generarán funcionarios y líderes políticos comprometidos con las iniciativas de la IIU y capaces de promover el uso de evidencia y resultados dentro y fuera de sus organizaciones. Estos resultados intermedios en conjunto deberían tener como efecto en el largo plazo que los resultados de las políticas son medibles y que las inversiones del gobierno federal generan mayores rendimientos económicos y sociales. Finalmente, para que esta cadena causal pueda cumplirse, la teoría de cambio de la IIU asume ciertos supuestos como el alcance de la agencia hacia el exterior, la motivación y capacidad de los departamentos, además de los apoyos políticos e institucionales necesarios.